# Ferdynand Machay (1914–1940)
Ferdynand Machay, COr (ur. 9 grudnia 1914 w Jabłonce, zm. 5 czerwca 1940 w Nowym Wiśniczu) – polski duchowny katolicki, Sługa Boży Kościoła katolickiego.

## Szkoły i studia
Urodził się dnia 9 grudnia 1914 roku w Jabłonce na Orawie jako syn Ferdynanda, rolnika, i Weroniki z domu Machay-Mozarka. Rodzice znani byli z ich głębokiej pobożności i swoje dzieci wychowywali w duchu zdecydowanie religijnym (także młodszy ich syn Alojzy został kapłanem). Był absolwentem I Liceum Ogólnokształcącego im. Seweryna Goszczyńskiego w Nowym Targu, do którego chodzili później m.in. ks. Józef Tischner i kard. Stanisław Dziwisz. Po zdaniu matury dnia 20 czerwca 1933 roku, wstąpił do Kongregacji Oratorium św. Filipa Neri w Tarnowie. Studiował, jak wówczas wszyscy klerycy filipińscy, w Diecezjalnym Wyższym Seminarium Duchownym w Tarnowie. Według arkusza ocen był bardzo dobrym studentem, otrzymywał najwyższe oceny z poszczególnych przedmiotów. Ks. Jan Bochenek, ówczesny profesor teologii dogmatycznej, w swojej książce wspomnieniowej z czasu wojny, pisze o nim: „Na posterunku tej pracy zginął młody, zdolny ksiądz ze Zgromadzenia Księży Filipinów, Ferdynand Machay”. Natomiast ówczesny przełożony Kongregacji napisał o nim, że był „dobrym klerykiem, wzorem dla kleryków Zgromadzenia i Diecezji”. O tym, jak poważnie traktował swoje powołanie, świadczą jego notatki z przeżywanych rekolekcji oraz szczegółowego rachunku sumienia.

## Kapłaństwo
Święcenia kapłańskie otrzymał z rąk ks. Biskupa Franciszka Lisowskiego dnia 29 czerwca 1938 roku. Z listu do rodziców, pisanego przed święceniami, wynika że pragnął, aby jego uroczystość prymicyjna była bardzo skromna, nie chce narażać ich na wydatki, nawet odmawia przyjęcia proponowanego mu nowego ubrania i butów. Po prymicjach i po spędzonym w domu urlopie, powrócił do Tarnowa, aby objąć obowiązki duszpasterskie w kościele Kongregacji.

## Okoliczności aresztowania
Niemal zaraz po wybuchu wojny zgłosił się jako kapelan do pracy w tarnowskim szpitalu, do którego przywożono rannych zarówno Polaków jak i Niemców. Pewna osoba, która wtedy jako harcerka ochotniczka pomagała w szpitalu, pisze, że ks. Machay dyżurował w szpitalu prawie stale, służył pomocą duchową rannym Polakom i Niemcom. „Pod koniec września nie było go wśród rannych, dowiedziałam się, że został aresztowany”. W domowej kronice Kongregacji istnieje zapis z 29 września 1939 roku, że z niewiadomych powodów po ks. Machaya przyszło dwóch oficerów Gestapo ok. 10.30 w nocy i zaaresztowali go. Najpierw był przetrzymywany 12 dni w tarnowskiej siedzibie Gestapo, gdzie został dotkliwie pobity, potem umieszczono go w tarnowskim więzieniu, a następnie 21 października został przewieziony do Krakowa i osadzony w więzieniu na Montelupich.

## Męczeństwo
Kardynał Adam Kozłowiecki TJ, wtedy współwięzień na Montelupich i w Wiśniczu Nowym, w swojej książce „Ucisk i strapienie” na kilku miejscach wspomina ks. Machaya. Między innymi pisze, że na powitanie „szczególnie pobito ks. Machaya”. Prawdopodobnie od niego samego dowiedział się o przyczynie aresztowania, mianowicie konfident w mundurze polskiego żołnierza przy spowiedzi biadał nad upadkiem Polski i zapowiadał, że z tego powodu popełni samobójstwo. Ks. Machay pocieszał go, że Polska powstanie, że armia polska organizuje się na Zachodzie. Po aresztowaniu przedstawiono mu na Gestapo zapisaną całą treść spowiedzi.
W pierwszych miesiącach wojny więzienie na Montelupich nie było jeszcze w pełni zorganizowane i stanowiło miejsce izolacji i czasowego przetrzymywania osób aresztowanych. Ks. Machaya z szeregiem innych więźniów umieszczono w więziennej kaplicy, dzięki czemu początkowo mógł odprawiać Msze św. i udzielać Sakramentów. Kiedy tego zabroniono, czynił to potajemnie dzięki siostrze Szarytce, która z lekarstwami przemycała wino i opłatki.
Współwięźniowie wydali o nim piękne świadectwa, między innymi: „Pełen wiary, gorący patriota, od razu zabrał się do nawracania tych, którzy utracili wiarę w Boga i w istnienie Polski, nigdy się nie skarżył na swój los…”; „Był nieustraszony, śmierci się nie bał, choć wiedział, że jest skazany. Dużo się modlił i innych do modlitwy zachęcał. Był wzorem męstwa, ofiarności i skromności…”.
14 maja 1940 roku ks. Machay z grupą braci Albertynów został przewieziony do obozu w Nowym Wiśniczu. Współwięzień z tej samej celi pisał o nim: „W człowieku tym, jakkolwiek jeszcze młodym, widziałem uosobienie dobroci, synonim wytrwania i przetrwania. Codzienne, kilkakrotne bicie pękami kluczy od bram więziennych po plecach, wywoływały okropny ból…Pewnego wieczoru ślady bicia tak dalece zniekształciły wygląd zewnętrzny, że nie można było rozpoznać powracającego do celi ks. Machaya”.
27 maja 1940 roku z obozu uciekł więzień narodowości żydowskiej. W odwet za tę ucieczką skazano na śmierć 10 dowolnie wybranych więźniów, wśród nich ks. Machaya. Nie ogłoszono żadnego wyroku i egzekucja odbyła się potajemnie dnia 5 czerwca 1940 roku między godziną 4 a 5 rano w wąwozie oddalonym o kilkaset metrów od obozu. O egzekucji dowiedziano się z przechwałek pijanych selbstschutzów, z których zwłaszcza jeden chorobliwie nienawidził ks. Machaya i katował przy każdej okazji, również przed rozstrzelaniem, gdy ks. Machay uklęknął, aby się modlić, był przez niego bity kolbą po głowie i został zastrzelony. Wszyscy zabici zostali pochowani we wspólnym grobie na miejscu rozstrzelania.
Ekshumacja zwłok ks. Ferdynanda Machaya i pogrzeb w Wiśniczu odbyły się 2 czerwca 1946 roku. Jego ciało spoczywa na cmentarzu salwatorskim w Krakowie, gdzie zostało sprowadzone po ekshumacji w Wiśniczu przez ks. infułata Ferdynanda Machaya (sektor SC10-1-3).

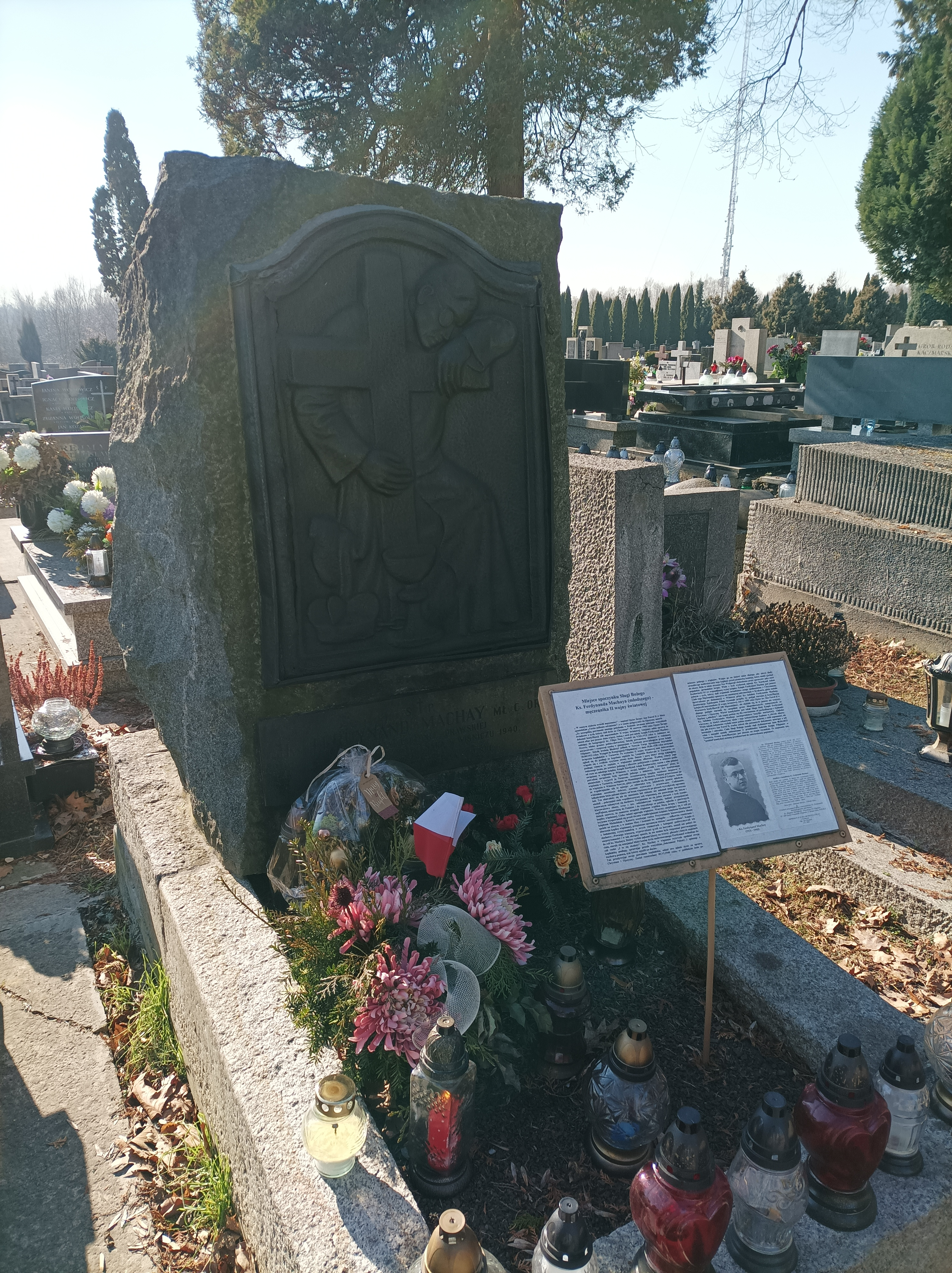
Grób ks. Ferdynanda Machaya na Cmentarzu Salwatorskim

## Proces beatyfikacyjny
23 lutego 2004 w tarnowskiej Kurii ks. bp Wiktor Skworc otworzył proces beatyfikacyjny ks. Ferdynanda Machaya. Jest on jednym ze 122 Sług Bożych z drugiej grupy męczenników z okresu II wojny światowej, wobec których rozpoczął się proces beatyfikacyjny.